# Olle Anderberg
Olle Anderberg (Asmundtorp, Suecia, 13 de septiembre de 1919-28 de septiembre de 2003) fue un deportista sueco especialista en lucha grecorromana y lucha libre olímpica donde llegó a ser campeón olímpico en Helsinki 1952.

## Carrera deportiva
En los Juegos Olímpicos de 1948 celebrados en Londres ganó la medalla de plata en lucha grecorromana estilo peso pluma, tras el luchador turco Mehmet Oktav (oro) y por delante del húngaro Ferenc Tóth (bronce). Cuatro años después, en las Olimpiadas de Helsinki 1952 ganó la medalla de oro en la categoría de peso ligero de la lucha libre olímpica.